# Fachdatenbank
Fachdatenbanken sind fachspezifische Datenbanken, die Fachinformationen auf klassischen Dokumentationssystemen bereitstellen. Im herkömmlichen Sinn lassen sich Fachdatenbanken einteilen in solche, die Dokumente oder Fakten enthalten (Volltextdatenbank bzw.
Wissensdatenbank), und solche, die auf Dokumente verweisen (Bibliographie, Literaturdatenbank).

## Typen
Fachdatenbanken unterscheiden sich nach
Art der gespeicherten Information
- Bibliographische Datenbank (synonym: Referenzdatenbank, Literaturdatenbank, Literaturhinweisdatenbank, Bibliographie) beinhaltet Inhaltskennzeichnungen wie Titel, Autor oder Verlag, eventuell einen Abstract von meist wissenschaftlichen Publikationen (Literatur- und Patentinformationen). Allgemeine Datenbanken wie Bibliotheksauskunftsysteme (OPAC) verwenden auch bibliographische Datenbanken.
  - Allgemeinbibliografie
    - Bibliothekskatalog
    - Verbundkatalog

  - Fachbibliografie: Nachweis von Werken zu einem oder mehreren speziellen Themen oder Fachgebieten
  - Nationalbibliografie: Literaturverweise zu Werken über ein Land oder einen bestimmten Sprachraum, die in einem Land oder in einer bestimmten Sprache erschienen sind
  - Regionalbibliographie: Veröffentlichungen aus oder über eine bestimmte Region
    - Zeitungs-, Zeitschriftenbibliographie: geordnetes Verzeichnis von Zeitungen und Zeitschriften
    - Dissertationsverzeichnis: Nachweis von Dissertationen
    - Buchhandelsverzeichnis: Nur im Buchhandel Lieferbares; Bücher, zeitschriftenartige Reihen, Karten, CD-ROMs, DVDs, Disketten, Videokassetten, Kalender, Noten
- Faktendatenbank enthält statistische und numerische Daten (Zeitreihen, Bestandszahlen), Angaben mit Eigenschaften chemischer oder physikalischer Einheiten, betriebliche Daten, Marktinformationen, Wirtschafts- und Wissenschaftsinformationen
  - Referral-Datenbank enthält Verweise auf Firmenprofile, Produktbeschreibungen, Forschungseinrichtungen, u. ä.
    - Adress- und Firmenverzeichniss enthält Nachweise von Firmen oder Institutionen oder Personengruppen und deren Kontaktadressen
- Volltextdatenbank enthält vollständige und verschlagwortete Publikationen
  - Aufsatzdatenbank bietet Aufsätze aus Zeitschriften und zeitschriftenartigen Reihen (mit Festschriften, Tagungs- und Kongressberichten) sowie Buchkapitel; fachübergreifend oder fachbezogen, referenzierend oder als Volltextdatenbank möglich.
- Bilddatenbank
- Ton-Datenbank
- Multimedia-Datenbank enthält geläufige Medienformen (Bilder, Grafiken, Audio, Video)
- Link-Datenbank
- Zitationsdatenbank
- Numerische Datenbank
- Software-Datenbank
- Biographische Datenbank bietet biographische Daten oder Lebensbeschreibungen von Personen

Art des Mediums
- Online-Zugriff über ein Telekommunikationsnetz: Online-Datenbank
  - Telnet, Datex-P
  - WWW
- Offline-Zugriff: portable Datenbank
  - CD-ROM oder DVD: CD-Rom-Datenbank
  - Magnetband, Disketten usw.
- Kombinationen, Intranet (Hochschulzugang)

Art des verwendeten Datenmodells
- Relationale Datenbanken
- Invertierte Struktur (vor-relational)
- Hierarchische Datenbanken (z. B. IMS)
- Netzwerk Datenbanken (Hypertext)

Zugangsmöglichkeit
- öffentliche Datenbank
  - landesweit frei zugängliche Datenbank (durch bestimmte Verträge geregelt)
- nichtöffentliche Datenbank
  - behördliche Datenbank (z. B. Nachrichtendienstliche Informationssystem (NADIS))
  - Uninetz-Datenbanken
- Kostenfreie Datenbank
- Kostenpflichtige Datenbank
- Ehemalige Datenbank

Lizenz
- Open-Content-Datenbanken

Inhaltsthema
- Filmdatenbank
- Juristische Datenbank
- Wirtschaftsdatenbank

Geografischem Bezug
- Datenbank aus Japan (z. B. mit Referenzen auf japanische Literatur)
- Datenbank aus Deutschland (z. B. mit Referenzen auf japanische Literatur)

Sprache
- Datenbank in Englisch
- Datenbank in Deutsch
- Datenbank in Russisch

## Recherche
Datenbankanbieter und Datenbankproduzenten stellen ihre Fachdatenbanken zur teilweise gebührenpflichtigen Recherche zur Verfügung. Auf Datenbanken lässt sich je nach Angebot über einen Online-Dienst (Host, Datenbankproduzent selbst) oder offline über portable Datenträger (z. B. CD-ROM) zugreifen. Virtuelle Fachbibliotheken vereinigen die Informationen ihrer Fachdatenbanken unter dem Portal vascoda.
Die Recherche in Datenbanken unterteilt sich in
- Data-Retrieval (auch: Fakten-Retrieval, Suche nach strukturierten Daten) einer Suche in abgeschlossenen Mengen mit klar definierten Suchanfragen, nur genau zutreffenden Antworten, einer Sprache mit spezieller Syntax und Semantik (Data Retrieval Language, DRL)
- Information Retrieval (Suche nach unstrukturierten Daten) einer Suche in größeren, eventuell wachsenden Datenmengen, mit vagen Suchanfragen, teilweise zutreffenden Antworten und einer natürlichen Sprache.

Das Gale Directory of Databases verzeichnet Datenbanken für 2005 weltweit:
- Online Datenbanken 9489
- CD-ROM 3920
- DVD 113
- Diskette 420
- Magnetband 220
- Handheld 21
- Batch Acess 95
- Produzenten von Datenbanken 3416
- Anbieter von Datenbanken 2927

## Geschichte
Ausgelöst durch den Sputnikschock 1957 unterstützten westliche Regierungen den Aufbau großer bibliographischer Datenbanken, in denen wissenschaftliche Publikationen in elektronischen Katalogen angelegt wurden, um einen effektiven Zugriff auf relevante Literatur zu erleichtern und Doppelarbeit bei der Forschung zu vermeiden. Nachdem die Funksignale des Satelliten erfolgreich entschlüsselt wurden, stellte sich heraus, dass der Code bereits seit langem in Fachzeitschriften publik und zugänglich war, ohne dass die Fachzeitschrift gefunden wurde. Durch die explosionsartig wachsende Anzahl von wissenschaftlich-technischen Veröffentlichungen wurde es immer schwieriger einen Überblick über die aktuelle Forschung und deren Teilgebiete zu erhalten. Dokumentenorientierte Datenbanken werden seit Anfang der 1970er Jahre kommerziell genutzt. Der Datenbankanbieter Dialog stellte 1972 mit dem DIALOG Information Retrieval Service das weltweit erste kommerzielle Angebot mit Zugriff auf eine Online-Datenbank vor und setzte (das WWW entstand 1989) 1997 zwei hypertextbasierende Webzugänge ein. Es kamen immer mehr Datenbanken auf den Markt, die nicht nur forschungsorientiert waren, sondern auch Veröffentlichungen anderer Gebiete wie Wirtschafts-, Rechts- und Sozialwissenschaften oder sogar Tageszeitungen und populäre Zeitschriften referenzierten. Da immer mehr Publikationen für den Druck in eine digitalisierte Form gebracht wurden und die Kosten für Rechnerkapazität und Datenspeicher stetig sanken, wurden seit den 1970er Jahren Volltextdatenbanken angelegt.
Beispiele für Datenbanken: PubMed, RSWB, Medizinische Datenbank, VINITI, PubSCIENCE (eingestellt)